# Варненська область
Ва́рненська о́бласть (болг. Област Варна) — область в Північно-східному регіоні Болгарії. Площа 3 819 км², населення 504 355 чоловік. Адміністративний центр — місто Варна.
Область утворена у 1987 році, до 1998 року займала площу 11,9 тисяч км² і включала в основному території колишніх Варненського, Толбухінського і Шуменського округів.